# Nighttime Calls
Nighttime Calls – trzeci album zespołu Sylver wydany w 2004 roku. Single z tego albumu to
"Love is an angel" i "Make it".

## Lista utworów
1. "Love Is An Angel"
2. "Take Me Back"
3. "Summer Solstice"
4. "Who Am I"
5. "Make It"
6. "Drowning In My Tears"
7. "Sympathy"
8. "Changed"
9. "Where Did The Love Go"
10. "Fallin"
11. "Tomorrow"
12. "Dont Call Me"
13. "Where Did I Go Wrong"
14. "Sometimes"